# فیروزآباد (بردسکن)
فیروزآباد نام روستایی تاریخی از توابع بخش شهرآباد شهرستان بردسکن در استان خراسان رضوی است. این روستا در دهستان جلگه قرار دارد و براساس سرشماری سال ۱۳۸۵ جمعیت آن ۶۶۱ نفر (۱۹۵ خانوار) بوده است.

## اماکن تاریخی، آثار باستانی و جهانگردی

### برج فیروزآباد
میل فیروزآباد یا برج فیروزآباد یا مناره فیروزآباد مربوط به دوره سلجوقی است و در شهرستان بردسکن، بخش شهرآباد، روستای فیروزآباد واقع شده و این اثر در تاریخ ۱۵ دی ۱۳۱۰ با شمارهٔ ثبت ۹۱ به‌عنوان یکی از آثار ملی ایران به ثبت رسیده است. میل مزبور با ظاهری استوانه‌ای شکل و با ارتفاع فعلی ۱۸ متر با وجود عناصر تزئینی و نحوه آجرچینی نشان دهنده معماری به سبک و شیوه رازی است. این میل دارای دو کتیبه در بالا و پایین به خط کوفی است همچنین در داخل میل نیز پلکانی به‌طور مارپیچ تعبیه شده است که روی هم رفته شواهد معماری انتساب این اثر را به عصر سلجوقی نشان می‌دهد.

### محوطه فیروزآباد
محوطه فیروز آباد مربوط به دوران تاریخی پیش از اسلام تا دوره تیموریان است و در شهرستان بردسکن، بخش مرکزی، جنوب و جنوب غربی روستای فیروزآباد واقع شده و این اثر در تاریخ ۲۷ بهمن ۱۳۸۲ با شمارهٔ ثبت ۱۰۹۱۹ به‌عنوان یکی از آثار ملی ایران به ثبت رسیده است.

## نگارخانه

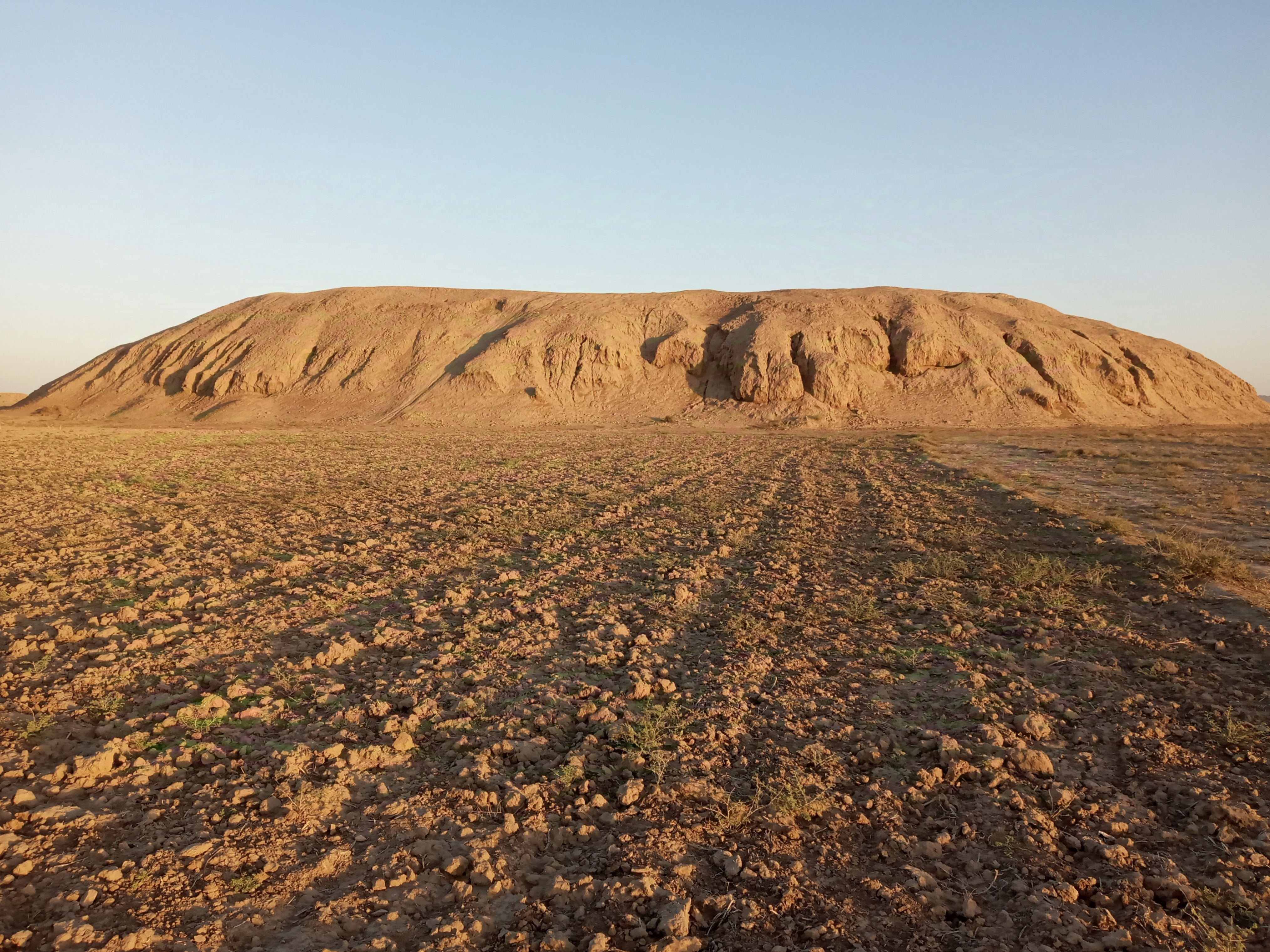
محوطه فیروزآباد
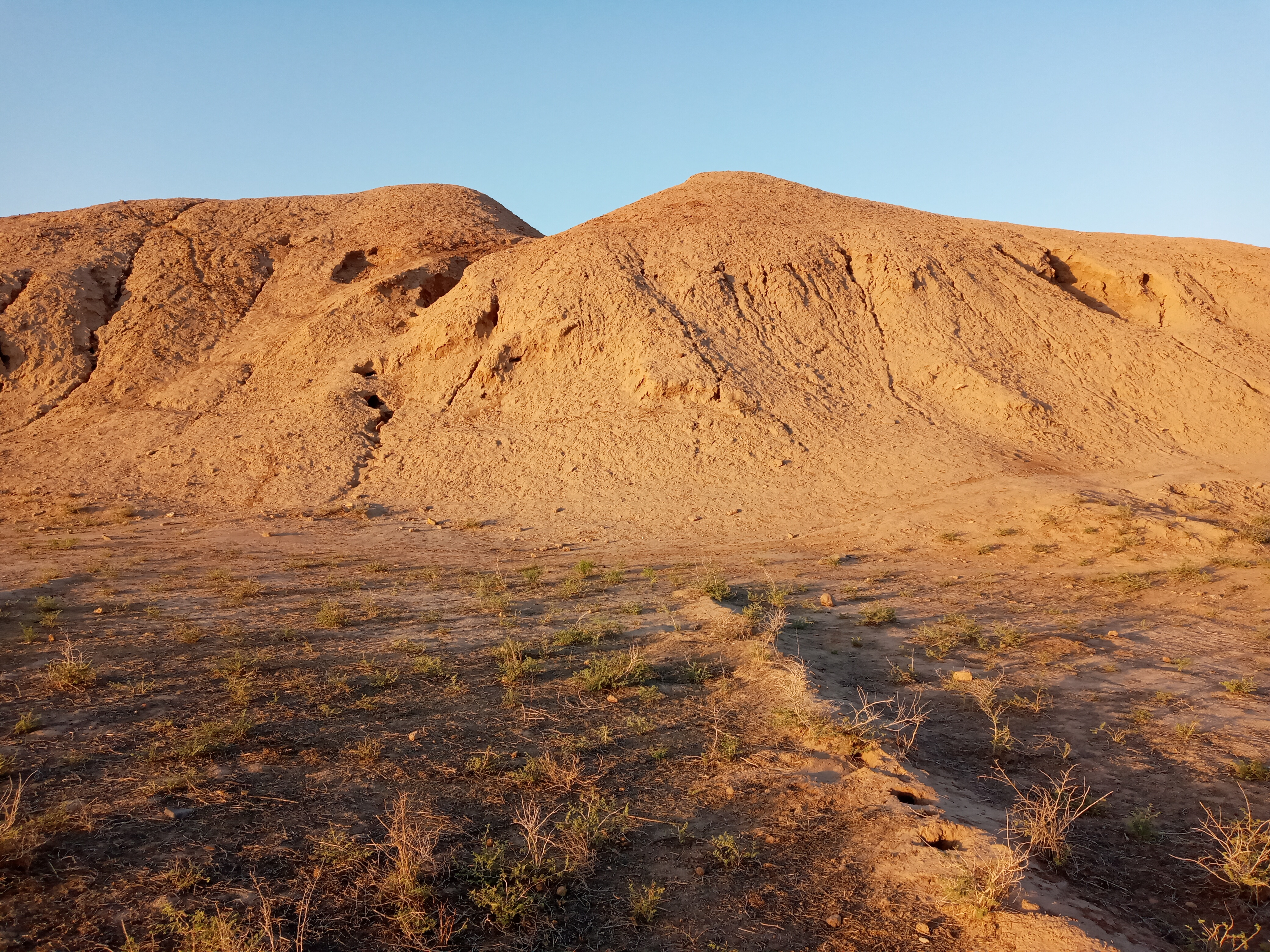
محوطه فیروزآباد
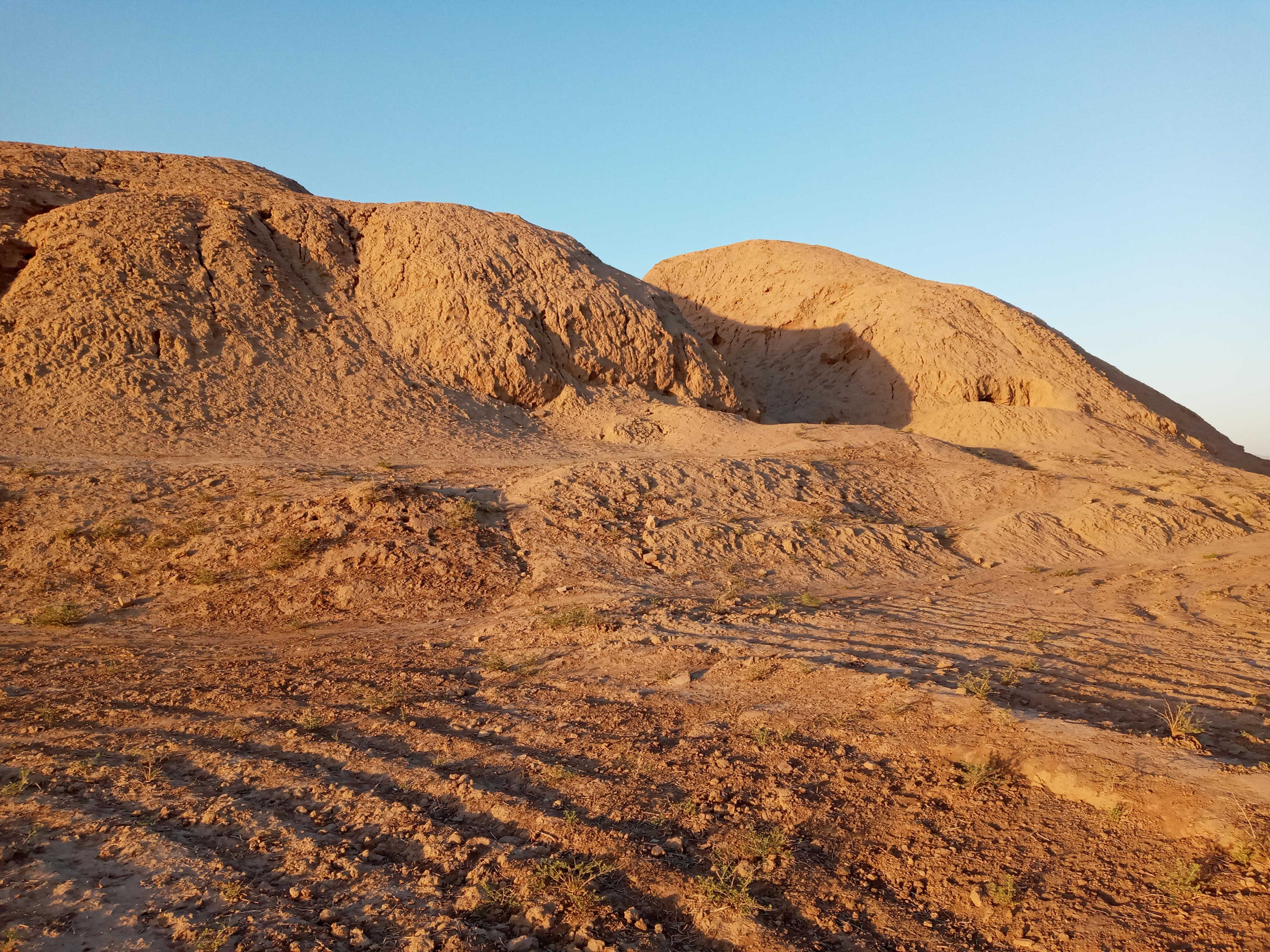
محوطه فیروزآباد
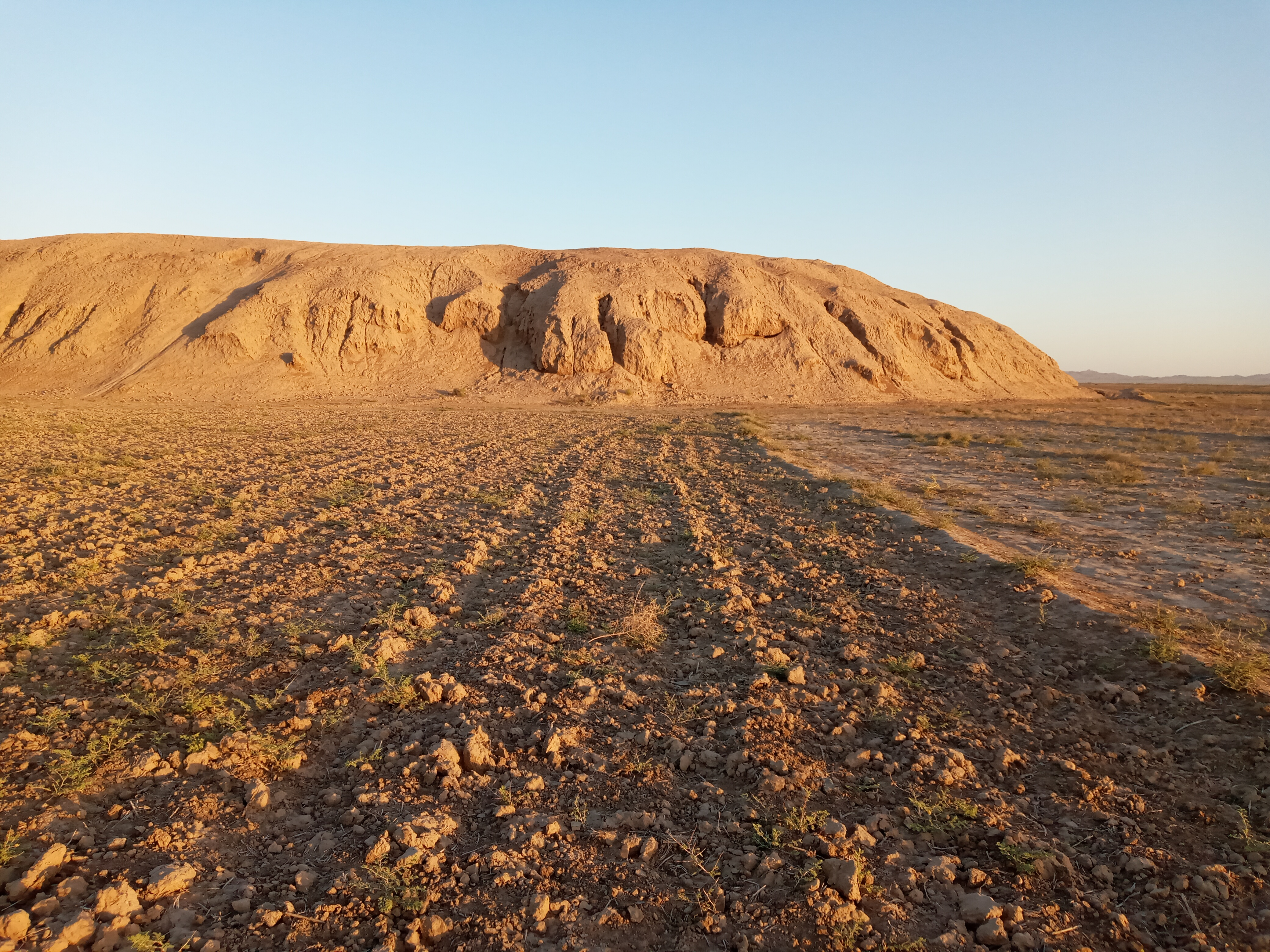
محوطه فیروزآباد
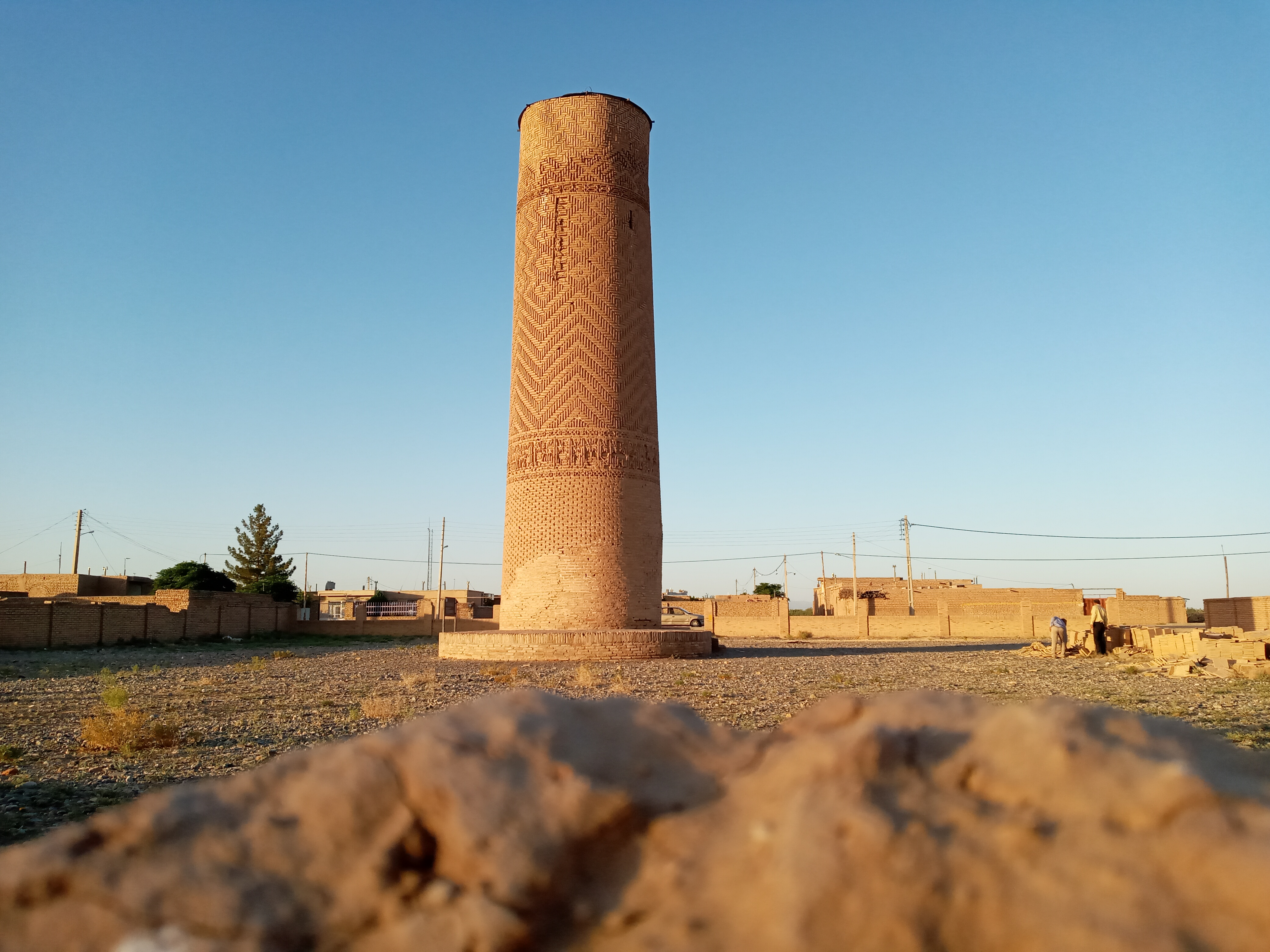
میل فیروزآباد
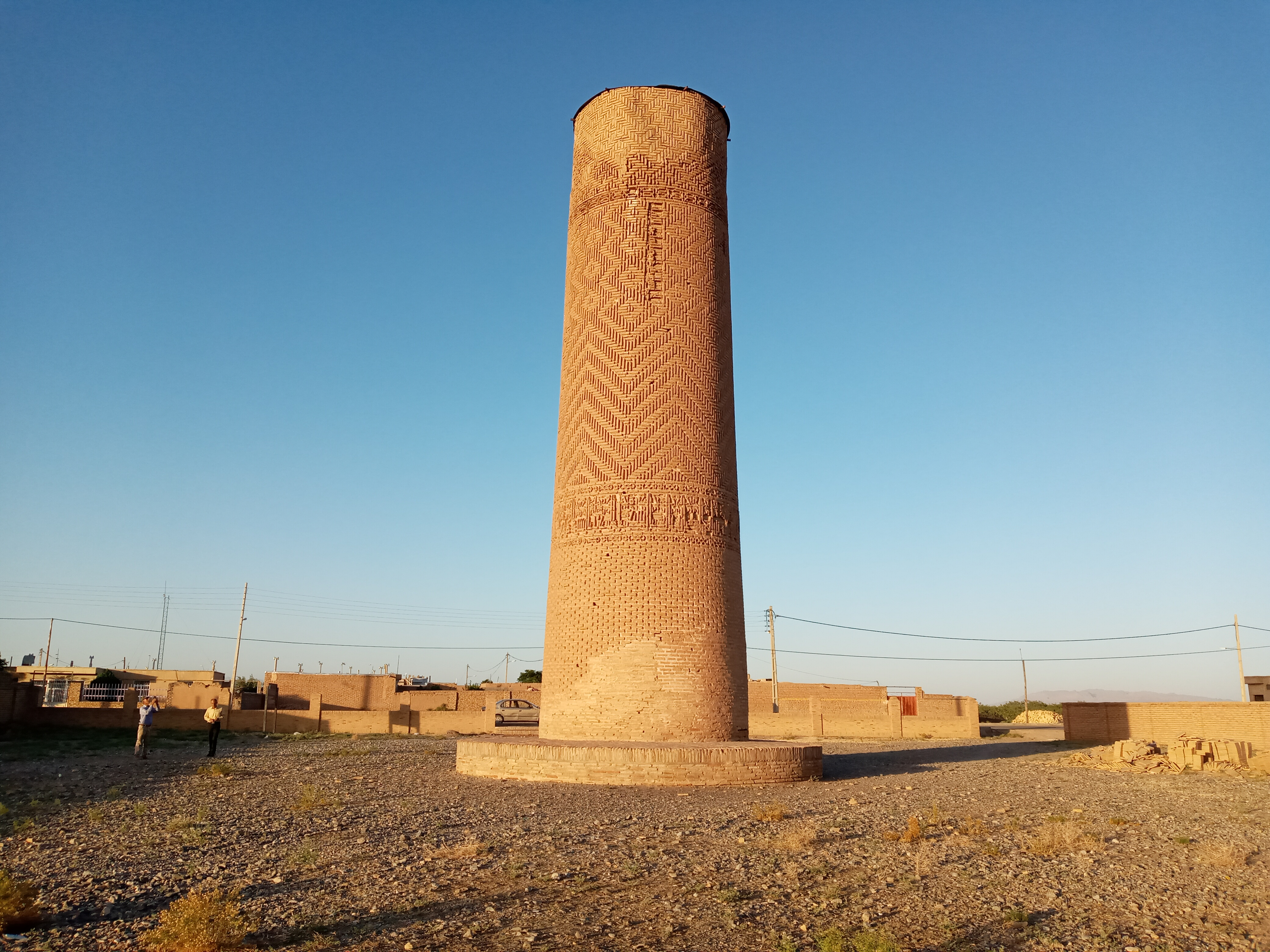
میل فیروزآباد
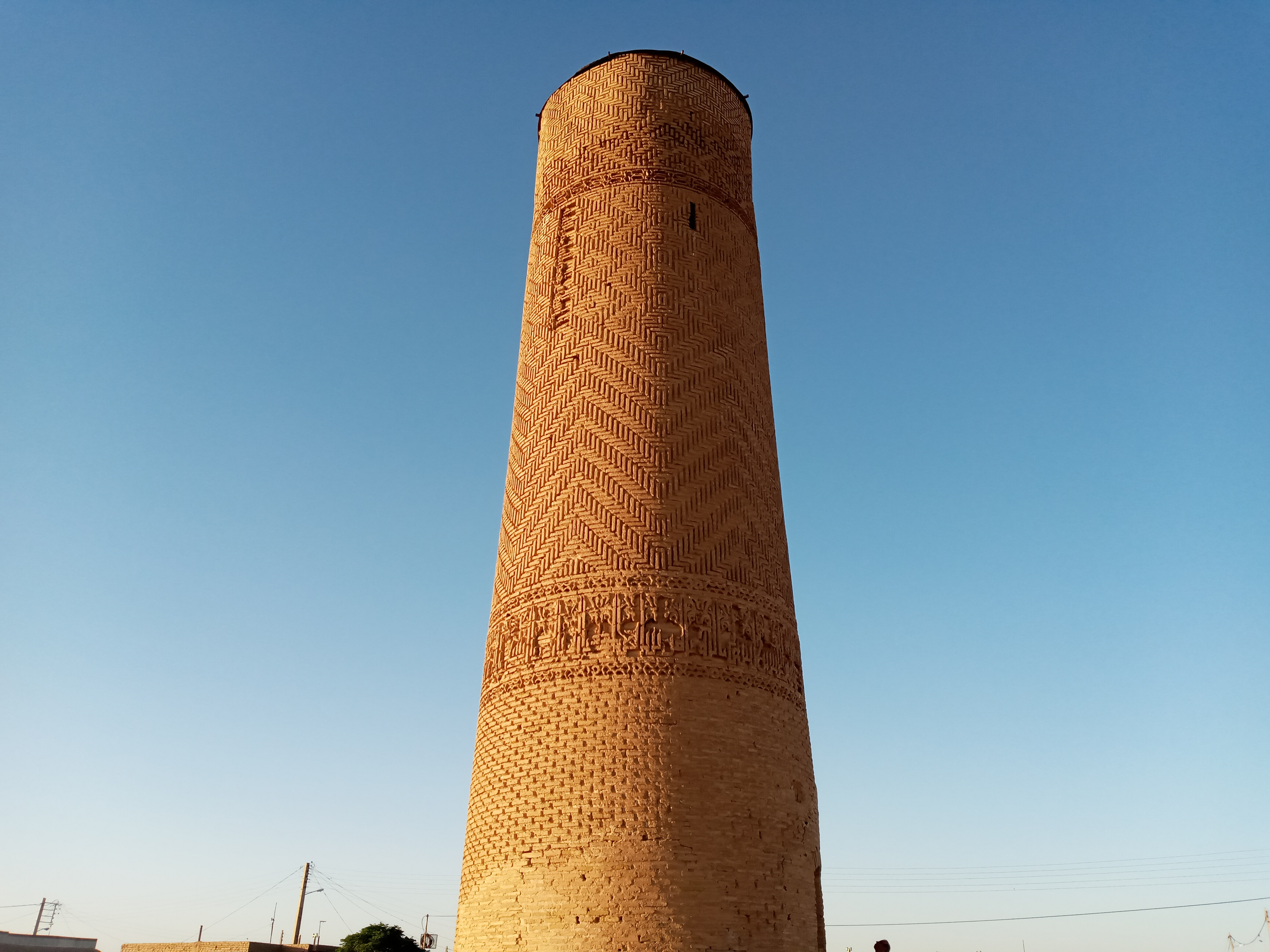
میل فیروزآباد
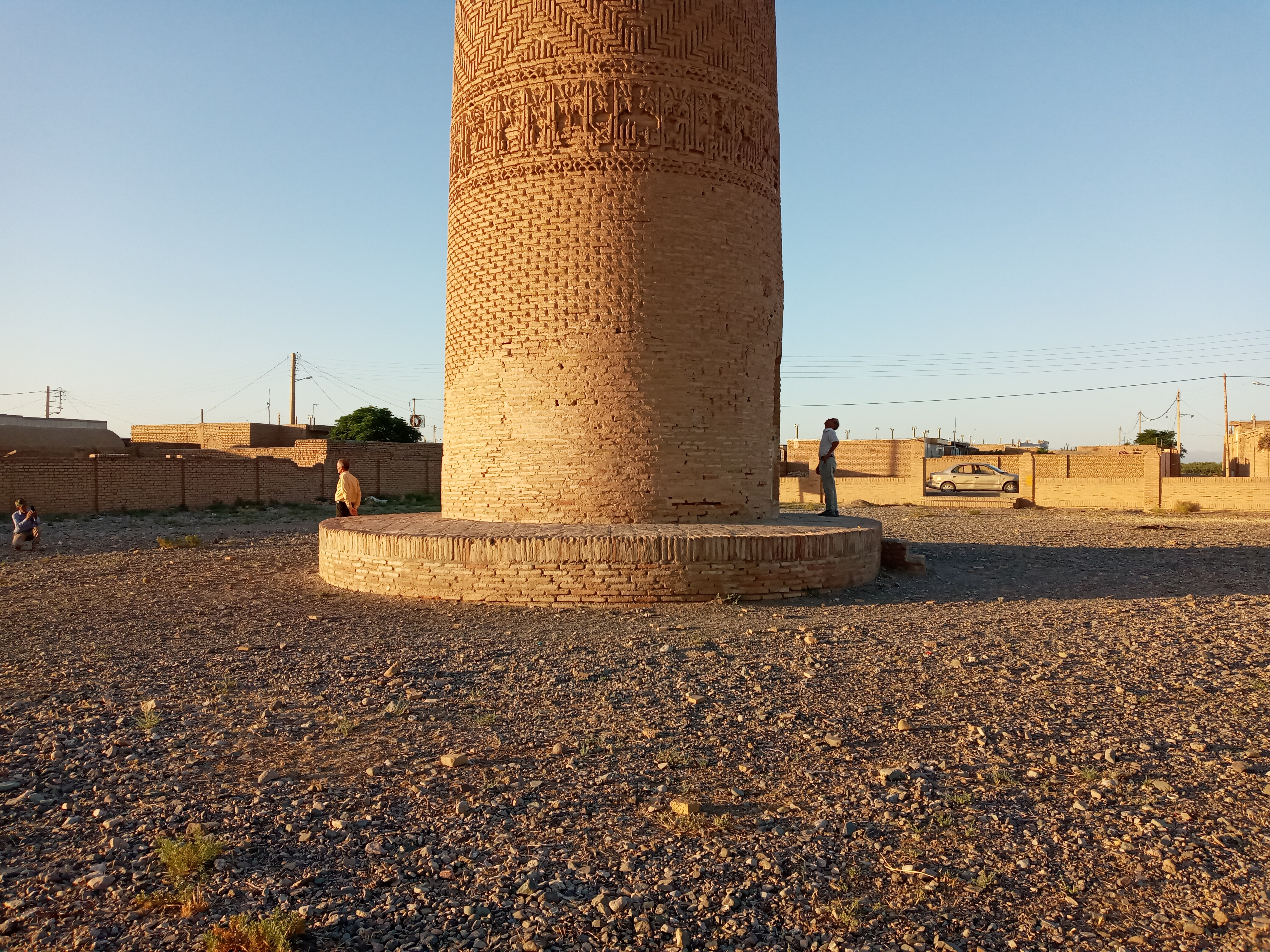
میل فیروزآباد